# Словацька Екстраліга 1997—1998
Сезон Словацької Екстраліги 1997/1998 — п'ятий сезон Словацької Екстраліги. В сезоні 1997/1998 взяло участь 10 команд. В серії плей-оф Словацької Екстраліги переможцем стала команда «ХК Слован Братислава», перемігши у фінальній серії «ХК Кошице» із рахунком 3:2. Команда «МХК 32 Ліптовський Мікулаш» в перехідних іграх з «Спартак Дубниця над Варом» зберегла за собою місце в лізі, а новачками Екстраліги стали ще додатково дві команди переможці 1-ї хокейної ліги Словацької республіки - «СК Іскра Банська Бистриця» та «ХК Фармакол Пряшів».

## Підсумкова таблиця регулярного чемпіонату
| #  | Команда                    | І  | О  | В  | ВО | П  | Ш       | +/− |
| -- | -------------------------- | -- | -- | -- | -- | -- | ------- | --- |
| 1  | ХК Слован Братислава       | 36 | 58 | 28 | 2  | 6  | 170-72  | +98 |
| 2  | ХК Кошице                  | 36 | 56 | 27 | 2  | 7  | 174-87  | +87 |
| 3  | HK Aquacity СКР Попрад     | 36 | 43 | 18 | 7  | 11 | 122-106 | +16 |
| 4  | ХК Дукла Тречин            | 36 | 42 | 19 | 4  | 13 | 177-103 | +74 |
| 5  | ХК Зволен                  | 36 | 32 | 15 | 2  | 19 | 92-112  | -20 |
| 6  | ХК 36 Скалиця              | 36 | 31 | 13 | 5  | 18 | 100-124 | -24 |
| 7  | Martimex ZŤS Мартін        | 36 | 30 | 12 | 6  | 18 | 112-120 | -8  |
| 8  | ХК Спішска Нова Вес        | 36 | 26 | 10 | 6  | 20 | 93-121  | -28 |
| 9  | HC Ardo Nitra              | 36 | 24 | 8  | 8  | 20 | 81-144  | -63 |
| 10 | МХК 32 Ліптовський Мікулаш | 36 | 18 | 7  | 4  | 25 | 87-159  | -72 |

## Серія плей-оф

### Таблиця
|  | Чвертьфінали | Чвертьфінали           | Чвертьфінали             |             |                          | Півфінали              | Півфінали | Півфінали |  |  | Фінал | Фінал                  | Фінал |
|  |              |                        |                          |             |                          |                        |           |           |  |  |       |                        |       |
|  | 1            | «ХК Слован Братислава» | 3                        |             |                          |                        |           |           |  |  |       |                        |       |
|  | 8            | «ХК Спішска Нова Вес»  | 0                        |             |                          |                        |           |           |  |  |       |                        |       |
|  | 8            | «ХК Спішска Нова Вес»  | 0                        |             | 1                        | «ХК Кошице»            | 3         |           |  |  |       |                        |       |
|  |              |                        |                          |             | 1                        | «ХК Кошице»            | 3         |           |  |  |       |                        |       |
|  |              | 5                      | «HK Aquacity СКР Попрад» | 0           |                          |                        |           |           |  |  |       |                        |       |
|  | 3            | 5                      | «HK Aquacity СКР Попрад» | 0           | «HK Aquacity СКР Попрад» | 3                      |           |           |  |  |       |                        |       |
|  | 3            |                        |                          |             | «HK Aquacity СКР Попрад» | 3                      |           |           |  |  |       |                        |       |
|  | 6            | «ХК 36 Скалиця»        | 0                        |             |                          |                        |           |           |  |  |       |                        |       |
|  |              |                        |                          |             |                          |                        |           |           |  |  | 2     | «ХК Слован Братислава» | 3     |
|  |              |                        | 1                        | «ХК Кошице» | 2                        |                        |           |           |  |  |       |                        |       |
|  | 2            | «ХК Кошице»            | 3                        |             |                          |                        |           |           |  |  |       |                        |       |
|  | 7            | «Martimex ZŤS Мартін»  | 0                        |             |                          |                        |           |           |  |  |       |                        |       |
|  | 7            | «Martimex ZŤS Мартін»  | 0                        |             | 2                        | «ХК Слован Братислава» | 3         |           |  |  |       |                        |       |
|  |              |                        |                          |             | 2                        | «ХК Слован Братислава» | 3         |           |  |  |       |                        |       |
|  |              | 3                      | «ХК Дукла Тречин»        | 0           |                          |                        |           |           |  |  |       |                        |       |
|  | 4            | 3                      | «ХК Дукла Тречин»        | 0           | «ХК Дукла Тречин»        | 3                      |           |           |  |  |       |                        |       |
|  | 4            |                        |                          |             | «ХК Дукла Тречин»        | 3                      |           |           |  |  |       |                        |       |
|  | 5            | «ХК Зволен»            | 2                        |             |                          |                        |           |           |  |  |       |                        |       |

### Результати
Чвертьфінали:
- ХК Дукла Тречин - ХК Зволен; рахунок серії 3:2, в п'яти іграх зафіксовані такі результати — 4:2, 7:4, 2:3 PP, 1:4, 4:3.
- HK Aquacity СКР Попрад - ХК 36 Скалиця; рахунок серії 3:0, в трьох іграх зафіксовані такі результати — 7:1, 7:4, 5:4.
- ХК Слован Братислава - ХК Спішска Нова Вес; рахунок серії 3:0, в трьох іграх зафіксовані такі результати — 8:1, 8:2, 6:4.
- ХК Кошице - Martimex ZŤS Мартін; рахунок серії 3:0, в трьох іграх зафіксовані такі результати — 4:2, 5:1, 2:0.

Півфінали:
- ХК Слован Братислава - ХК Дукла Тречин; рахунок серії 3:0, в трьох іграх зафіксовані такі результати — 5:1, 4:0, 6:3.
- ХК Кошице - HK Aquacity СКР Попрад; рахунок серії 3:0, в трьох іграх зафіксовані такі результати — 6:2, 3:2, 3:1.

Гра за 3-є місце:
- HK Aquacity СКР Попрад — ХК Дукла Тречин; рахунок серії 2:0, в двох іграх зафіксовані такі результати — 6:3, 3:2.

Фінал:
- ХК Слован Братислава — ХК Кошице; рахунок серії 3:2, в п'яти іграх зафіксовані такі результати — 3:2 PP, 5:4 PP, 1:2, 1:4, 3:2 PP.

## Команда-переможець
| Чемпіон Словаччини Слован Братислава | Воротарі: Іво Чапек, Матей Юркович, Ріхард Марко. Захисники: Матей Букна, Владімір Буржил, Радослав Гецл, Рудолф Єндек, Мірослав Моснар, Роберт Пукалович, Любомір Вішньовски, Сергій Воронов. Нападники: Здено Цігер, Адріан Даніел, Маріан Горват, Роман Ільїн, Ріхард Капуш, Ладислав Карабін, Любомір Колнік, Радослав Кропач, Мартін Крумпал, Василь Панков, Карол Русняк, Роберт Томік, Йозеф Воскар. Тренер: Ернест Бокрош, Людовіт Венутті |

## Найкраща ланка сезону
| Воротар   | Мірослав Шимонович | Мірослав Шимонович | Мірослав Шимонович | Мірослав Шимонович | Мірослав Шимонович | Мірослав Шимонович |
| Захисники | Ян Варголік        | Ян Варголік        | Ян Варголік        | Роберт Пукалович   | Роберт Пукалович   | Роберт Пукалович   |
| Нападники | Здено Цігер        | Здено Цігер        | Ігор Ратай         | Ігор Ратай         | Властіміл Плавуха  | Властіміл Плавуха  |